# 等待，是為了和妳相遇
《等待，是為了和妳相遇》（日语：そのときは彼によろしく）是日本作家市川拓司的一部愛情小說，於2004年3月31日經小學館出版。其後改編成電影，於2007年6月2日上映。

## 簡介
幼時發誓要當水草店老闆的遠山智史，一天遇到了在超級模特兒的森川鈴音在門口等待他，原因竟是要來應徵！但張貼在門口的應徵廣告已過期，但森川鈴音卻不肯罷休，只希望能住在這裡，不需要領任何薪水。而智史看著鈴音，卻有種熟悉的感覺從心底油然而生，彷彿兩人早已相識。
後來智史發現了原來鈴音竟然是小時候青梅竹馬的玩伴瀧川花梨，之後也得知第三個兒時玩伴，那個想要成為畫家卻很久沒有音信的五十嵐佑司的所在地，於是3人的三角情誼再次建立了起來。
不過在相遇的不久後，花梨卻陷入的深層睡眠，據悉是一種『會呈現如植物人般的情況，並漸漸死去』。花梨是在生命快抵達終點站時，回來找尋兒時的記憶，以及初戀。

## 演員
- 森川鈴音/滝川花梨 - 長澤雅美（少女時 - 黒田凛）
- 遠山智史 - 山田孝之（少年時 - 深澤嵐）
- 五十嵐佑司 - 塚本高史（少年時 - 桑代貴明）
- 柴田美咲 - 国仲涼子
- 葛城桃香 - 北川景子
- 夏目貴幸 - 黄川田將也
- 松岡郁生 - 本多力
- 遠山律子 - 和久井映見
- 遠山悟朗 - 小日向文世